# Alfred Knoerzer
Alfred Knoerzer (* 20. April 1892 in Stuttgart; † 19. Februar 1978 ebenda) war ein deutscher Offizier und Kaufmann. Er war u. a. Vorsitzender des Aufsichtsrates und Vorsitzender des Testamentsvollstreckergremiums der Robert Bosch GmbH sowie Präsident der Industrie- und Handelskammer Stuttgart und Vorstandsmitglied des Deutschen Industrie- und Handelskammertages.

## Leben
Knoerzer entstammte einer württembergischen Offiziersfamilie. Er wurde 1892 als Sohn eines Generalmajors geboren und besuchte zunächst das humanistische Eberhard-Ludwigs-Gymnasium Stuttgart. 1904 wurde er Kadett in Karlsruhe und absolvierte von 1908 bis zum Abitur 1912 die Königlich Preußische Hauptkadettenanstalt in Groß-Lichterfelde bei Berlin. Danach trat er als Fähnrich in das Grenadier-Regiment „Königin Olga“ (1. Württembergisches) Nr. 119 der Württembergischen Armee in Stuttgart ein. Er besuchte die Kriegsschule in Hannover und wurde 1913 zum Leutnant befördert. Im Ersten Weltkrieg nahm er u. a. an der Ypernschlacht (1914) und am Serbienfeldzug der Mittelmächte (1915) teil. 1916 wurde er Adjutant des württembergischen Militärbevollmächtigten, Friedrich von Graevenitz, im Großen Hauptquartier in Charleville-Mézìere. 1918 wurde er nach Kassel und später zum württembergischen Gesandten in Preußen nach Berlin versetzt. Sein letzter Dienstgrad war Hauptmann.
Ab 1919 studierte er Volks- und Betriebswirtschaftslehre an der Universität Frankfurt am Main (Diplom-Kaufmann). 1921 wurde er zum Dr. rer. pol. (magna cum laude) promoviert. Danach stieg er zum Geschäftsführer eines Unternehmens in Ludwigsburg auf.
1924 wechselte er zu Robert Bosch nach Stuttgart. Er wurde zu einem Jagdfreund Boschs und nahm bald eine „Sonderstellung“ im Unternehmen ein. 1928 wurde er dort kaufmännischer Assistent des technischen Hauptleiters Karl Martell Wild. 1931 wurde er mit leitenden Tätigkeiten in der Abteilung für Fertigungsberatung betraut. 1933 übernahm er die kaufmännische Leitung Tochtergesellschaft Ideal-Werke GmbH in Berlin-Hohenschönhausen. 1937 wurde er Bosch-Finanzleiter in Stuttgart. Ab 1942 verantwortete er auch treuhänderisch die Bosch-Jagden bei Pfronten im Allgäu und bei Münsingen auf der Schwäbischen Alb.
Im Zweiten Weltkrieg wurde er mit dem Widerstandskämpfer Carl Friedrich Goerdeler bekannt, der Bosch in Finanzfragen beriet. Er begleitete ihn zu Sondierungsgesprächen mit hochrangigen Politikern und Offizieren nach Berlin, teilte seine oppositionelle Haltung zum NS-Regime und war in Aktionen des Widerstandes eingeweiht gewesen – ein politischer Mord kam für Knoerzer aus Gewissensgründen nicht in Frage. Nach dem gescheiterten Attentat vom 20. Juli 1944 wurde er verhaftet und bei der Gestapo durch Friedrich Mußgay verhört, allerdings, weil man ihm eine Mitwisserschaft nicht nachweisen konnte, wieder freigelassen.
Nach 1945 wurde er mit der Finanzleitung bei Bosch betraut. 1954 wurde er Mitglied des Kollegiums der Testamentsvollstrecker bei Bosch (Vorsitzender). 1959 wurde er Aufsichtsratsmitglied der Robert Bosch GmbH, 1964 übernahm er den Vorsitz des Aufsichtsrates. 1967 zog er sich auch aus der Robert Bosch Industrietreuhand KG, in der er Gesellschafter war, zurück.

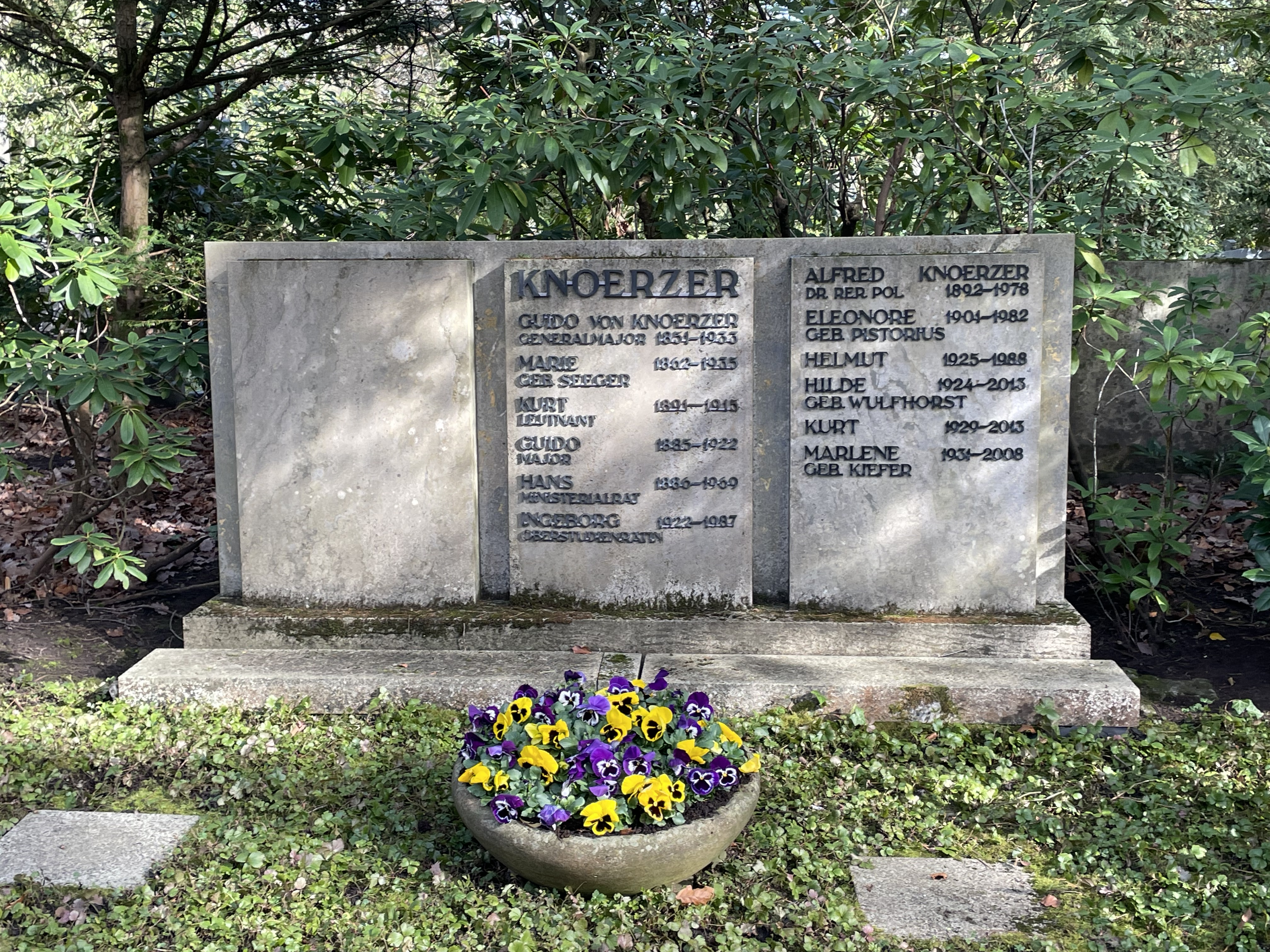
Familiengrab von Alfred Knoerzer auf dem Waldfriedhof Stuttgart

1947 wurde er außerdem Beiratsmitglied der Industrie- und Handelskammer (IHK) in Stuttgart. Später wurde er Vizepräsident und Leiter des Industrieausschusses ebendort. 1955/56 war er Vorsitzender/Präsident des Landesverbandes der Baden-Württembergischen Industrie, dem Landesverband des Bundesverbandes der Deutschen Industrie. Von 1958 bis 1962 war er Präsident der IHK Stuttgart, danach wurde er Ehrenmitglied des Präsidiums. 1958 wurde er überdies Vorsitzender der Arbeitsgemeinschaft der Industrie- und Handelskammern in Baden-Württemberg und Vorstandsmitglied des Deutschen Industrie- und Handelskammertages in Bonn. 1960 wurde er Vorstandsmitglied der Handelskammer Deutschland-Schweiz. 
1952 wurde er Aufsichtsratsmitglied der Rhein-Main-Bank AG und 1953 Vorstandsmitglied (von 1963 bis 1966 Vorsitzender) des Südwestdeutschen Kanalvereins für Rhein, Donau und Neckar. 1956 wurde er Aufsichtsratsmitglied (bzw. 1960 Aufsichtsratsvorsitzender) der Handels- und Gewerbebank Heilbronn AG. 1958 wurde er Aufsichtsratsmitglied (bzw. 1960 Vorsitzender) der Deutschen Verlags-Anstalt. Von 1959 bis 1968 war er Aufsichtsratsmitglied der Stuttgarter Homöopathisches Krankenhaus GmbH (von 1965 bis 1968 Vorsitzender). Weiterhin war er Aufsichtsratsmitglied der Flughafen Stuttgart GmbH.
1954 wurde er mit dem Großen Bundesverdienstkreuz und 1962 mit dem Stern zum Großen Bundesverdienstkreuz ausgezeichnet. Außerdem war er Träger der Großen Ehrenplakette der IHK Stuttgart.

## Schriften (Auswahl)
- Die kaufmännische Auftragsbearbeitung in der Grossindustrie unter besonderer Berücksichtigung des Kleinmaschinen- und Apparatebaues (= Betriebswirtschaftliches Archiv. H. 3). G. A. Gloeckner, Leipzig 1928.